# Fundação de Amparo à Pesquisa do Estado de Minas Gerais

A Fundação de Amparo à Pesquisa do Estado de Minas Gerais, mais conhecida pela sigla FAPEMIG é a única agência de fomento ao desenvolvimento científico e tecnológico de Minas Gerais. É uma fundação do Governo Estadual, vinculada à Secretaria de Estado de Ciência, Tecnologia e Ensino Superior. Os recursos financeiros são assegurados pela Constituição do Estado.

## História
Foi criada pela Lei Delegada nº 10, de 28 de agosto de 1985.

## Minas faz Ciência
O Minas Faz Ciência é o projeto de divulgação científica mantido pela Fundação. Criado em 1998, começou com uma série de vídeos produzidos em parceria com a Rede Minas de Televisão, emissora pública. Os passos seguintes foram a criação da revista Minas Faz Ciência, de periodicidade trimestral e distribuição gratuita, de um ciclo de palestras mensal e de uma página na internet. 
O projeto se ampliou em 2011, com os podcasts da série Ondas da Ciência, os programas de televisão do Ciência no Ar, o blog Minas faz Ciência (blog.fapemig.br) e uma experimentação de linguagens multiplataforma, por meio de distintas redes sociais, como Facebook, Twitter, Instagram, Snapchat, Pinterest, Storify e Periscope.
No blog cresceu e se transformou no site www.minasfazciencia.com.br. Além dele, nasceu a versão infantil com postagens voltadas para crianças de 7 a 11 anos. Surge também a revista Minas Faz Ciência Infantil, de periodicidade anual e distribuição gratuita. 
Em 16 anos de existência, o projeto, que tem como alvo o público leigo, cresceu utilizando linguagem acessível e  visual atraente para discutir os avanços, descobertas, implicações e controvérsias da área da Ciência, Tecnologia e Inovação (CT&I). A produção está sob responsabilidade das equipes da Assessoria de Comunicação Social e do Programa de Comunicação Científica, Tecnológica e de Inovação (PCCT) da FAPEMIG. Além de produzir material para diferentes veículos, o grupo propõe-se a refletir sobre o jornalismo científico e o modo de produção vigente.

## A Revista Minas Faz Ciência
A revista Minas Faz Ciência (ISSN 1809-1881) é fruto de amplo trabalho de Divulgação Científica, iniciado já nos primórdios da FAPEMIG, instituição nascida em 1985 e que ostenta, como missão, “induzir e fomentar a pesquisa e a inovação científica e tecnológica para o desenvolvimento do Estado de
Minas Gerais”. Em 1998, produziram-se pequenos vídeos sobre ciência e tecnologia, em parceria com a Rede Minas, emissora pública do Estado. Pretendia-se realizar mini-documentários para veiculação na TV aberta, e, também, em emissoras a cabo, com o intuito de despertar o interesse do público em relação a temáticas científicas. Biotecnologia, ceratocone, produção de azeitonas, vinhos finos e proteção do conhecimento foram alguns dos temas abordados em tal série de programas – reunidos em projeto que, à época, receberia o nome “Minas Faz Ciência”.
Devido à bem-sucedida iniciativa audiovisual, nasce, em 1999, a proposta de construção de uma revista impressa homônima. Desde o início, investiu-se em publicação trimestral gratuita, capaz de abordar temas científicos e tecnológicos em linguagem apropriada ao público não-especializado. A primeira edição de Minas Faz Ciência, publicada em dezembro de 1999, contou com tiragem de 5 mil exemplares (hoje, são 25 mil). Em seu editorial de estreia, a revista destacava sua missão de integrar as comunidades científica e tecnológica a outros tantos setores da sociedade, além de promover a divulgação e o debate dos resultados de pesquisas desenvolvidas com recursos estaduais. Em 2011, Minas Faz Ciência inicia nova empreitada, com a publicação, anual, de uma edição especial (desde 2015, dedicada ao público infantil).
(Texto: Maurício Guilherme - Manual de Redação Minas Faz Ciência)